# Müser-Brauerei

Das Gebäude der ehemaligen Müser-Brauerei in Langendreer

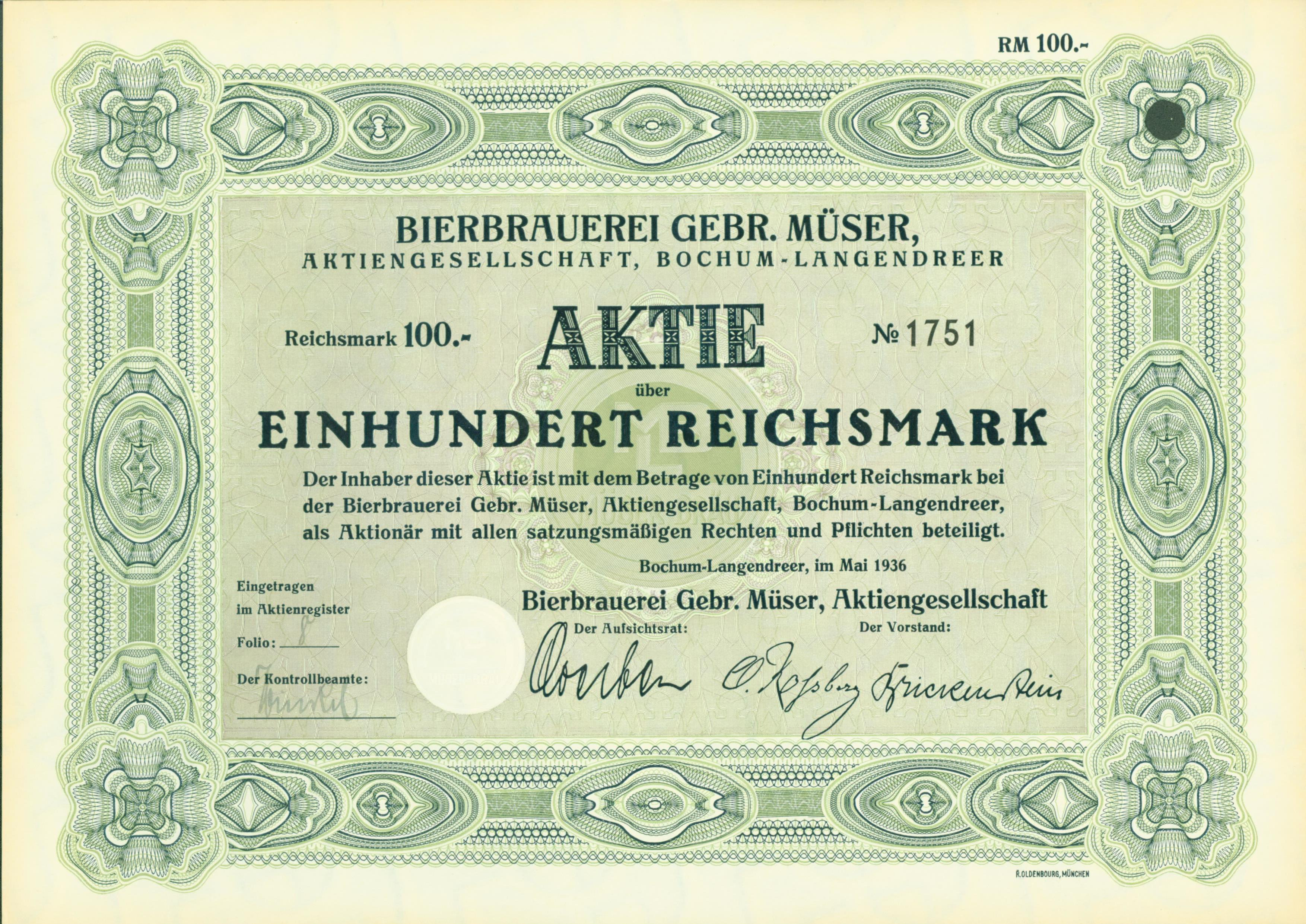
Aktie über 100 RM der Bierbrauerei Gebr. Müser vom Mai 1936

Die Müser Brauerei AG war eine Bierbrauerei im Bochumer Stadtteil Langendreer. Sie wurde 1866 als Dampfbrauerei Gebr. Müser von Wilhelm und Heinrich Müser, den Söhnen des Schankwirts Johann Wilhelm Müser, nach dessen Tod gegründet. Er hatte an der Hauptstraße seit 1806 eine Brauerei, eine Schankwirtschaft und einen Laden betrieben. Die Brüder erkannten, dass eine industrielle Ausrichtung erforderlich ist und dass der Trend in die Richtung „heller“ bayerischer Biere ging.
Am 24. November 1891 wurde das Unternehmen in die Bierbrauerei Gebrüder Müser Aktiengesellschaft umgewandelt. Dadurch erhielten die Brüder das notwendige Kapital für den Ausbau zur Großbrauerei. 1885 wurden die Erzeugnisse der Brauerei auf der Weltausstellung in Antwerpen mit der Silbermedaille ausgezeichnet.
Im Geschäftsjahr 1907/1908 erreichte man bereits eine Produktion von 139.550 Hektolitern Bier mit 100 Beschäftigten. Die Maschinenhalle beherbergte vier Dampfmaschinen. Die Kesselhalle wurde mit einem 50 m hohen Schornstein ausgerüstet. Zum Gelände gehörten Sudhaus- und Kelleranlagen, die bis in 15 m Tiefe reichten, Speicher- und Abfüllhallen. Man stellte ober- und untergäriges Bier her, Eis und ein alkoholfreies Getränk namens Sonetta.
1938 erfolgte die Umbenennung in Müser-Brauerei AG, nach der Überwindung der Weltwirtschaftskrise bestimmten nun die Großaktionäre.
Der Architekt des Gebäudes ist Emil Moog, der auch das Dortmunder U entwarf. 
Die Schultheiss-Brauerei übernahm die Brauerei 1960 und schloss das traditionsreiche Brauhaus im Jahr 1976. Am 1. November 1978 wurde darin eine Diskothek namens „Rockpalast“ eröffnet, heute „Matrix“.
Seit März 2014 ist die ehemalige Brauerei eine Station in der Route der Industriekultur, Themenroute Bochum.